# Chambly—Rouville
Pour les articles homonymes, voir Chambly et Rouville.
Chambly—Rouville est une ancienne circonscription électorale fédérale située en Montérégie au Québec, représentée de 1935 à 1968.
La circonscription a été créée en 1933 avec des parties de Chambly—Verchères et de Saint-Hyacinthe—Rouville. Elle a été abolie en 1966 et divisée entre les circonscriptions de Chambly et de Saint-Hyacinthe—Bagot.

## Géographie
Initialement, la circonscription de Chambly—Rouville comprenait :
- Le comté de Chambly, incluant les villes de Longueuil et Saint-Lambert
- Le comté de Rouville, sauf Saint-Paul-d'Abbotsford, Ange-Gardien, Saint-Césaire et Canrobert
- Les localités de Beloeil, McMasterville, Sainte-Julie et Saint-Mathieu

En 1952, la circonscription comprenait :
- Le comté de Chambly, sauf Boucherville
- La ville de Fort Chambly
- Le comté de Rouville, moins Saint-Paul-d'Abbotsford, Ange-Gardien, Saint-Césaire et Canrobert
- Les localités de Marieville, Beloeil, McMasterville, Sainte-Julie et Saint-Mathieu-de-Beloeil

## Députés
1. 1935-1945 — Vincent Dupuis, Libéral
2. 1945-1957 — Roch Pinard, Libéral
3. 1957-1958 — Yvon L'Heureux, Libéral
4. 1958-1962 — Maurice Johnson, Progressiste-conservateur
5. 1962-1968 — Bernard Pilon, Libéral